# Velika nagrada Malezije 2002
Velika nagrada Malezije 2002 je bila druga dirka Svetovnega prvenstva Formule 1 v sezoni 2002. Odvijala se je 17. marca 2002.

## Poročilo

### Kvalifikacije
V kvalifikacijah sta dominirali moštvi Ferrari in BMW Williams. Na najboljši štartni položaj se je uvrstil Michael Schumacher iz moštva Ferrari, medtem ko je drugo mesto z zaostankom približno četrtine sekunde osvojil Juan Pablo Montoya iz moštva BMW Williams. Schumacherjev moštveni kolega Rubens Barrichello je zasedel tretje mesto, medtem ko se je Nemčev brat Ralf v drugem dirkalniku moštva BMW Williams uvrstil na četrto mesto. Oba sta za prvouvrščenim zaostala manj kot sekundo.

### Dirka
Michael Schumacher in Montoya sta se po štartu potegovala za vodstvo. Kolumbijec je v prvem ovinku poskusil prehiteti Nemca po zunanji strani, a je prišlo do kontakta med dirkalnikoma. Schumacher je izgubil sprednje krilo in po postanku v boksih padel na zadnje mesto, Montoyo pa je vrglo na travnik ter se je na progo vrnil na devetem mestu.
V drugem krogu je bil na prvem mestu Barrichello, na drugem pa Ralf Schumacher. Kmalu zatem je prišlo do trčenja med moštvenima kolegoma pri Jordanu, saj je Takuma Sato ob prepoznem zaviranju s sprednjim delom svojega dirkalnika trčil v zadnji del dirkalnika Giancarla Fisichelle. Sato je izgubil sprednje krilo, Fisichella pa zadnje, zaradi česar sta oba morala v bokse. Fisichella je v jezi izstopil iz dirkalnika, potem pa se vrnil na progo z zaostankom treh krogov.
Montoyo so sodniki kaznovali z vožnjo skozi bokse, saj so ocenili, da se je Kolumbijec mogel izogniti kontaktu z dirkalnikom Michaela Schumacherja. To je bilo prvič v zgodovini Formule 1, da je nekega dirkača doletela tovrstna kazen. Ocena je bila po mnenju mnogih dvomljiva, po dirki pa je tudi Ferrarijev dirkač povedal, da je šlo za prestrogo kazen.
Montoya je kazen odslužil v sedmem krogu, kar je njegov zaostanek za vodilnim Barrichellom povečalo za približno dvajset sekund. Ralfu Schumacherju na drugem mestu sta sledila David Coulthard in Kimi Räikkönen iz moštva McLaren-Mercedes. Coulthard je po 15 krogih odstopil zaradi eksplodiranega motorja, kar se je po 24 krogih pripetilo tudi Räikkönenu.
Barrichello je vodstvo obdržal do svojega drugega načrtovanega postanka v boksih v 35. krogu, ko se je na progo vrnil z zaostankom petih sekund za Ralfom Schumacherjem, ki je stavil na strategijo enega postanka v boksih. Brazilec je do 39. kroga zmanjšal zaostanek za Nemcem na nekaj več kot sekundo, potem pa odstopil zaradi eksplodiranega motorja.
Po Barrichellovem odstopu je Ralf Schumacher na prvem mestu imel prednost približno tridesetih sekund pred drugouvrščenim Jensonom Buttnom iz moštva Renault. Po 40 krogih je bil na tretjem mestu Montoya, sledila sta mu Michael Schumacher in tretji nemški dirkač Nick Heidfeld iz moštva Sauber. Montoya je bil najhitrejši dirkač na progi ter je tri kroge pozneje prehitel Buttna.
Moštvenega kolega kljub temu ni mogel dohiteti. Ralf Schumacher je ob koncu dirke po 56 krogih imel prednost skoraj štiridesetih sekund pred Kolumbijcem, ki se je na drugi dirki sezone drugič uvrstil na drugo mesto, kar je moštvu Franka Williamsa prineslo prvo dvojno zmago po dirki za Veliko nagrado Portugalske 1996.
Z zaostankom več kot dvajsetih sekund za Montoyo sta se za tretje mesto potegovala Button in Michael Schumacher. V zadnjem krogu je Nemec prehitel Angleža, ki je s tem ostal brez prve uvrstitve na stopničke v svoji karieri. Med dobitnike točk sta se z zaostankom enega kroga za zmagovalcem še uvrstila oba dirkača moštva Sauber, saj je Heidfeld ubranil peto mesto pred Felipejem Masso, ki je tako v svojem drugem nastopu v Formuli 1 osvojil prvo točko.

## Rezultati

### Kvalifikacije
| Poz | Št | Dirkač                | Konstruktor      | Čas      | Zaostanek |
| --- | -- | --------------------- | ---------------- | -------- | --------- |
| 1   | 1  | Michael Schumacher    | Ferrari          | 1:35,266 | —         |
| 2   | 6  | Juan Pablo Montoya    | Williams-BMW     | 1:35,497 | +0,231    |
| 3   | 2  | Rubens Barrichello    | Ferrari          | 1:35,891 | +0,625    |
| 4   | 3  | Ralf Schumacher       | Williams-BMW     | 1:36,028 | +0,762    |
| 5   | 4  | Kimi Räikkönen        | McLaren-Mercedes | 1:36,468 | +1,202    |
| 6   | 3  | David Coulthard       | McLaren-Mercedes | 1:36,477 | +1,211    |
| 7   | 7  | Nick Heidfeld         | Sauber-Petronas  | 1:37,199 | +1,933    |
| 8   | 15 | Jenson Button         | Renault          | 1:37,245 | +1,979    |
| 9   | 9  | Giancarlo Fisichella  | Jordan-Honda     | 1:37,536 | +2,270    |
| 10  | 24 | Mika Salo             | Toyota           | 1:37,694 | +2,428    |
| 11  | 20 | Heinz-Harald Frentzen | Arrows-Cosworth  | 1:37,919 | +2,653    |
| 12  | 14 | Jarno Trulli          | Renault          | 1:37,920 | +2,654    |
| 13  | 11 | Jacques Villeneuve    | BAR-Honda        | 1:38,039 | +2,773    |
| 14  | 8  | Felipe Massa          | Sauber-Petronas  | 1:38,057 | +2,791    |
| 15  | 10 | Takuma Sato           | Jordan-Honda     | 1:38,141 | +2,875    |
| 16  | 21 | Enrique Bernoldi      | Arrows-Cosworth  | 1:38,284 | +3,018    |
| 17  | 17 | Pedro de la Rosa      | Jaguar-Cosworth  | 1:38,374 | +3,108    |
| 18  | 12 | Olivier Panis         | BAR-Honda        | 1:38,390 | +3,124    |
| 19  | 25 | Allan McNish          | Toyota           | 1:38,959 | +3,693    |
| 20  | 16 | Eddie Irvine          | Jaguar-Cosworth  | 1:39,121 | +3,855    |
| 21  | 23 | Mark Webber           | Minardi-Asiatech | 1:39,454 | +4,188    |
| 22  | 22 | Alex Yoong            | Minardi-Asiatech | 1:40,158 | +4,892    |

### Dirka
| Poz  | Št | Dirkač                | Konstruktor      | Krogi | Čas/Odstop   | Št. m. | Toč |
| ---- | -- | --------------------- | ---------------- | ----- | ------------ | ------ | --- |
| 1    | 5  | Ralf Schumacher       | Williams-BMW     | 56    | 1:34:12,912  | 4      | 10  |
| 2    | 6  | Juan Pablo Montoya    | Williams-BMW     | 56    | + 39,700 s   | 2      | 6   |
| 3    | 1  | Michael Schumacher    | Ferrari          | 56    | + 1:01,795   | 1      | 4   |
| 4    | 15 | Jenson Button         | Renault          | 56    | + 1:09,767   | 8      | 3   |
| 5    | 7  | Nick Heidfeld         | Sauber-Petronas  | 55    | +1 krog      | 7      | 2   |
| 6    | 8  | Felipe Massa          | Sauber-Petronas  | 55    | +1 krog      | 14     | 1   |
| 7    | 25 | Allan McNish          | Toyota           | 55    | +1 krog      | 19     |     |
| 8    | 11 | Jacques Villeneuve    | BAR-Honda        | 55    | +1 krog      | 13     |     |
| 9    | 10 | Takuma Sato           | Jordan-Honda     | 54    | +2 kroga     | 15     |     |
| 10   | 17 | Pedro de la Rosa      | Jaguar-Cosworth  | 54    | +2 kroga     | 17     |     |
| 11   | 20 | Heinz-Harald Frentzen | Arrows-Cosworth  | 54    | +2 kroga     | 11     |     |
| 12   | 24 | Mika Salo             | Toyota           | 53    | +3 krogi     | 10     |     |
| 13   | 9  | Giancarlo Fisichella  | Jordan-Honda     | 53    | +3 krogi     | 9      |     |
| Ods  | 2  | Rubens Barrichello    | Ferrari          | 39    | Motor        | 3      |     |
| Ods  | 23 | Mark Webber           | Minardi-Asiatech | 34    | El. sistem   | 21     |     |
| Ods  | 16 | Eddie Irvine          | Jaguar-Cosworth  | 30    | Hidravlika   | 20     |     |
| Ods  | 22 | Alex Yoong            | Minardi-Asiatech | 29    | Menjalnik    | 22     |     |
| Ods  | 4  | Kimi Räikkönen        | McLaren-Mercedes | 24    | Motor        | 5      |     |
| Ods  | 21 | Enrique Bernoldi      | Arrows-Cosworth  | 20    | Dovod goriva | 16     |     |
| Ods  | 3  | David Coulthard       | McLaren-Mercedes | 15    | Motor        | 6      |     |
| Ods  | 12 | Olivier Panis         | BAR-Honda        | 9     | Sklopka      | 18     |     |
| Ods  | 14 | Jarno Trulli          | Renault          | 9     | Pregrevanje  | 12     |     |
| Vir: |    |                       |                  |       |              |        |     |